# Ruokepuolinen och Syväjärvi
Ruokepuolinen och Syväjärvi är en sjö i kommunen Mäntyharju i landskapet Södra Savolax i Finland. Arean är 34 hektar och strandlinjen är 4,43 kilometer lång. Sjön  ingår i Kymmene älvs huvudavrinningsområde.   Den ligger omkring 52 kilometer sydväst om S:t Michel och omkring 160 kilometer nordöst om Helsingfors. 
Ruokepuolinen och Syväjärvi ligger väster om Hietanen. 